# Хофкирхен (Дунав)
Хофкирхен (њем. Hofkirchen) град је у њемачкој савезној држави Баварска. Једно је од 38 општинских средишта округа Пасау. Према процјени из 2010. у граду је живјело 3.605 становника. Посједује регионалну шифру (AGS) 9275127.

## Географски и демографски подаци
Хофкирхен се налази у савезној држави Баварска у округу Пасау. Град се налази на надморској висини од 309–525 метара. Површина општине износи 32,7 km². У самом граду је, према процјени из 2010. године, живјело 3.605 становника. Просјечна густина становништва износи 110 становника/km².

## Међународна сарадња
| Мјесто    | Држава   | Врста сарадње | Од    |
| --------- | -------- | ------------- | ----- |
| Хофкирхен | Аустрија | партнерство   | 1976. |
| Извор     |          |               |       |